# الناحية المركزية (مقاطعة أردل)
الناحية المركزية لمقاطعة أردل (بالفارسية: بخش مرکزی شهرستان اردل) هي ناحية في مقاطعة أردل، التابعة لمحافظة تشاهارمحال وبختياري في إيران. في تعداد عام 2006، كان عدد سكانها 51960 نسمة في 11163 عائلة. يوجد فيها مدينتان أردل وكاج. ويتبعها قسمان ريفيان: قسم ديناران الريفي وقسم بوشكوه الريفي.